# Кузьмин, Максим Александрович
Макси́м Алекса́ндрович Кузьми́н (1 июня 1996, Самара, Россия) — российский футболист, полузащитник клуба «Акрон».

## Карьера

### Клубная

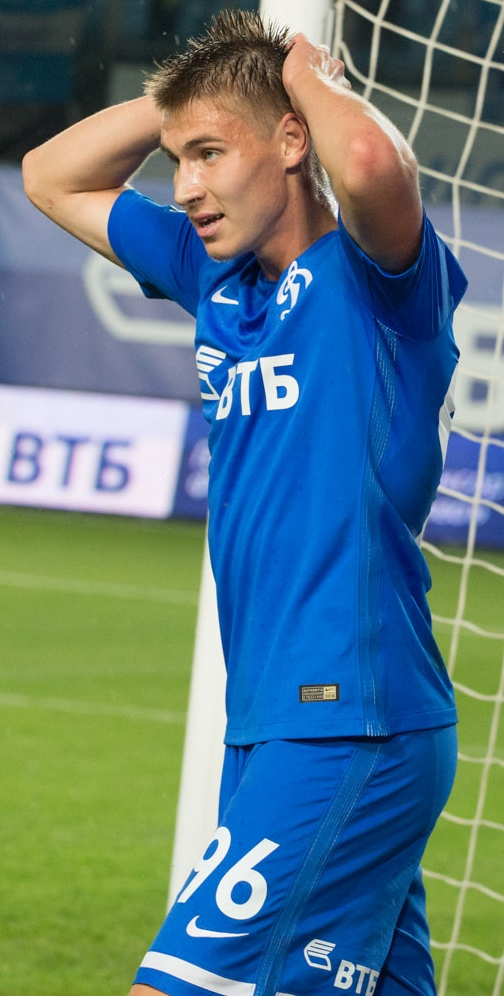
Кузьмин в «Динамо». 2016 год.

#### Ранние годы
Родился в Самаре. С раннего детства начал регулярно заниматься футболом. Почти все основное время проводил на тренировках и в разъездах – участвовал в городских, областных и всероссийских соревнованиях. Начал заниматься футболом в школе «Крыльев Советов». С 2004 по 2013 года тренировался в Академии футбола имени Юрия Коноплёва. В 17-летнем возрасте попал в академию московского «Динамо», где проявил себя как один из лучших полузащитников команды. Одно время Кузьминым интересовались «Зенит» и московский «Локомотив».

#### «Динамо» (Москва)
30 мая 2015 года дебютировал за основную команду «Динамо», в 30-м туре чемпионата России, заменив на 68-й минуте Балажа Джуджака. В сезоне 2015/16 провёл 6 матчей за «бело-голубых» в Премьер-лиге. Этот сезон стал худшим в истории клуба, заняв 15 место «динамовцы» покинули высший дивизион, впервые в своей истории. Из-за вылета в ФНЛ команду покинули многие футболисты, благодаря этому Кузьмин смог закрепиться в основном составе. 6 августа 2016 года забил первый гол за «Динамо» в матче против «Волгаря» (5:0). По итогам сезона «бело-голубые» заняли первое место в турнирной таблице и обеспечили себе возвращение в Премьер-лигу. Кузьмин провёл на поле 24 матча и набрал 4 очка (1+3) по системе «гол+пас».

#### Аренда в «Факел»
20 февраля 2018 года перешёл в «Факел» на правах аренды. Дебютировал за клуб из Воронежа 5 марта 2018 года, в матче против «Спартака-2» (0:0). 28 апреля 2018 года забил первый гол за «Факел», в ворота «Крыльев Советов» (1:2). В весенней части сезона 2017/18 Кузьмин отыграл 10 матчей и забил 1 гол. 12 июля 2018 года аренда была продлена на один сезон. В сезоне 2018/19 был основным футболистом «Факела», за 32 игры набрал 8 очков (1+7) по системе «гол+пас».

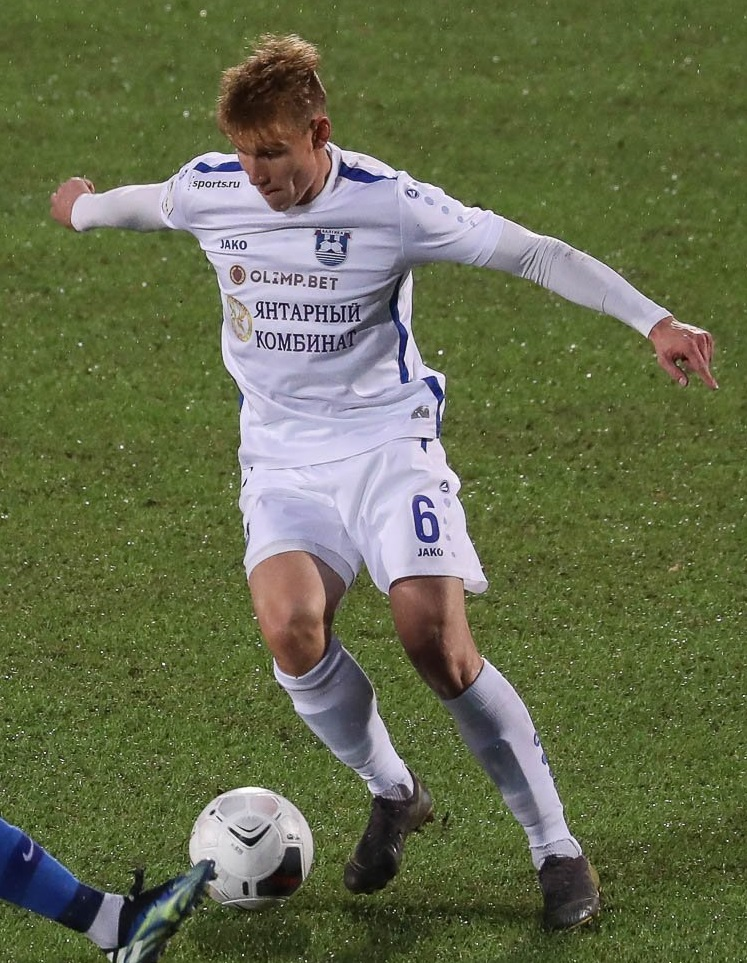
Кузьмин в составе «Балтики». 2021 год.

#### «Балтика»
2 июля 2019 года перешёл в «Балтику» на правах свободного агента. Дебют состоялся 7 июля 2019 года в матче против «Спартака-2» (0:1). Первый гол забил 10 августа 2019 года в ворота «Мордовии» (3:0). Кузьмин быстро стал основным в калининградской команде, в сезоне 2019/20, не доигранном из-за пандемии COVID-19, провёл 26 игр и набрал 6 очков по системе «гол+пас». 2 июня 2022 года стало известно, что Кузьмин покидает «Балтику», в связи с истечением срока контракта, однако уже 20 июня стороны заключили новое соглашение, рассчитанное на 2 года. 18 сентября 2022 года провёл 100-й матч за «Балтику». По итогам сезона 2022/23 «Балтика» заняла второе место в Первой лиге и вышла в РПЛ. Кузьмин принял участие в 25 матчах и набрал 8 очков по системе «гол+пас».

#### «Акрон»
29 июня 2024 года перешёл в «Акрон». 20 июля 2024 года дебютировал за «Акрон» выйдя в основном составе в выездном матче первого тура РПЛ против московского «Локомотива» (3:2).

### В сборной
С 2011 по 2012 года отыграл 8 матчей за юношескую сборную России до 16 лет и забил 1 гол. В 2012 году сыграл один матч за сборную России до 17 лет и не отличился результативными действиями.

## Личная жизнь
С детства является поклонником лондонского «Арсенала». Любимый футболист — Сеск Фабрегас.

## Статистика
| Выступление      | Выступление      | Выступление      | Лига | Лига | Кубок | Кубок | Еврокубки | Еврокубки | Итого | Итого |
| Клуб             | Лига             | Сезон            | Лига | Лига | Кубок | Кубок | Еврокубки | Еврокубки | Итого | Итого |
| Клуб             | Лига             | Сезон            | Игры | Голы | Игры  | Голы  | Игры      | Голы      | Игры  | Голы  |
| ---------------- | ---------------- | ---------------- | ---- | ---- | ----- | ----- | --------- | --------- | ----- | ----- |
| Динамо (Москва)  | Премьер-лига     | 2014/15          | 1    | 0    | 0     | 0     | 0         | 0         | 1     | 0     |
| Динамо (Москва)  | Премьер-лига     | 2015/16          | 6    | 0    | 0     | 0     | —         | —         | 6     | 0     |
| Динамо (Москва)  | Первая лига      | 2016/17          | 24   | 1    | 2     | 1     | —         | —         | 26    | 2     |
| Динамо (Москва)  | Итого            | Итого            | 31   | 1    | 2     | 1     | 0         | 0         | 33    | 2     |
| Факел            | Первая лига      | 2017/18          | 10   | 1    | —     | —     | —         | —         | 10    | 1     |
| Факел            | Первая лига      | 2018/19          | 32   | 1    | 1     | 0     | —         | —         | 33    | 1     |
| Факел            | Итого            | Итого            | 42   | 2    | 1     | 0     | 0         | 0         | 43    | 2     |
| Балтика          | Первая лига      | 2019/20          | 26   | 2    | 0     | 0     | —         | —         | 26    | 2     |
| Балтика          | Первая лига      | 2020/21          | 37   | 1    | 0     | 0     | —         | —         | 37    | 1     |
| Балтика          | Первая лига      | 2021/22          | 29   | 0    | 1     | 0     | —         | —         | 30    | 0     |
| Балтика          | Первая лига      | 2022/23          | 13   | 1    | 1     | 0     | —         | —         | 14    | 1     |
| Балтика          | Итого            | Итого            | 105  | 4    | 2     | 0     | 0         | 0         | 107   | 4     |
| Итого за карьеру | Итого за карьеру | Итого за карьеру | 178  | 7    | 5     | 1     | 0         | 0         | 183   | 8     |

## Достижения
«Динамо»
- Победитель первенства ФНЛ: 2016/17

«Балтика»
- Серебряный призёр Первой лиги: 2022/23